# Классический «Доктор Кто» (15-й сезон)
Премьера пятнадцатого сезона классических серий британского научно-фантастического сериала «Доктор Кто» состоялась 3 сентября 1977 года, с выходом на экраны первого эпизода серии «Ужас Скалы клыка». Сезон завершился 11 марта 1978 года показом последнего эпизода серии «Временное вторжение».

## Актёрский состав

### Основной
- Том Бейкер в роли Четвёртого Доктора
- Луиз Джеймсон в роли Лилы
- Джон Лисон озвучил К-9 первой модели

Том Бейкер вернулся к роли Четвёртого Доктора на свой четвёртый сезон, как и Луиз Джеймсон, исполнительница роли Лилы, для которой этот сезон стал последним. В серии «Невидимый враг» у Доктора появляется питомец — металлическая робособака К-9 Марк I (озвучил Джон Лисон).

## Список серий
В этом сезоне Грэм Уильямс сменил Филипа Хинчклиффа на посту продюсера, а с выходом нескольких эпизодов серии «Создатели Солнца» Роберт Холмс передал Энтони Риду пост редактора сценариев. Между сериями «Создатели Солнца» и «Подземный мир» был сделан рождественский хиатус-перерыв длиной в три недели.
| № | #  | Название                                     | Частей (эпизодов) | Режиссёр              | Сценарист              | Зрителей (миллионов)        | Индекс оценки | Дата выхода в эфир | Код |
| --- | -- | -------------------------------------------- | ----------------- | --------------------- | ---------------------- | --------------------------- | ------------- | --- | --- |
| 1 | 92 | «Ужас Скалы клыка» «Horror of Fang Rock»     | 4 эпизода         | Пэдди Расселл         | Терренс Дикс           | 6.8 7.1 9.8 9.9             | 58 — 60 57    | 3 сентября 1977 года 10 сентября 1977 года 17 сентября 1977 года 24 сентября 1977 года                                  | 4M  |
| Отдалённый маяк у британских берегов давно считался нехорошим местом. Однако ту ночь, когда на нём встретились трое смотрителей, потерпевшие кораблекрушение путешественники, Доктор, Лила и Нечто, надолго запомнят все. Все, кто доживёт до рассвета.                                               |    |                                              |                   |                       |                        |                             |               | |     |
| 2 | 93 | «Невидимый враг» «The Invisible Enemy»       | 4 эпизода         | Деррик Гудвин         | Боб Бейкер Дейв Мартин | 8.6 7.3 7.5 8.3             | — 60          | 1 октября 1977 года 8 октября 1977 года 15 октября 1977 года 22 октября 1977 года                                       | 4N  |
| В 5000 году экипаж шаттла по пути к Титану сталкивается с облаком в космосе, которое заражает их разумным вирусом. Когда Доктор отвечает на сигнал бедствия, он тоже заражается. Единственный способ побороть вирус — это проникнуть в тело Доктора и уничтожить ядро.                                |    |                                              |                   |                       |                        |                             |               | |     |
| 3 | 94 | «Образ Фендала» «Image of the Fendahl»       | 4 эпизода         | Джордж Спентон-Фостер | Крис Буше              | 6.7 7.5 7.9 9.1             | — 61          | 29 октября 1977 года 5 ноября 1977 года 12 ноября 1977 года 19 ноября 1977 года                                         | 4P  |
| Двенадцать миллионов лет загадочное существо с погибшей пятой планеты ждало своего часа. Теперь оно готово уничтожить человечество - и только Доктор способен остановить его. |    |                                              |                   |                       |                        |                             |               | |     |
| 4 | 95 | «Создатели Солнца» «The Sun Makers»          | 4 эпизода         | Пеннант Робертс       | Роберт Холмс           | 8.5 9.5 8.9 8.4             | — 68 59       | 26 ноября 1977 года 3 декабря 1977 года 10 декабря 1977 года 17 декабря 1977 года                                       | 4Q  |
| Всем на Плутоне управляет могущественная Компания, опутавшая каждого жителя паутиной невыносимых налогов и страха. Оказавшись там случайно, Доктор, Лила и К-9 оказываются во главе восстания. |    |                                              |                   |                       |                        |                             |               | |     |
| 5 | 96 | «Подземный мир» «Underworld»                 | 4 эпизода         | Норман Стюарт         | Боб Бейкер Дейв Мартин | 8.9 9.1 8.9 11.7            | 65 —          | 7 января 1978 года 14 января 1978 года 21 января 1978 года 28 января 1978 года                                          | 4R  |
| Сто тысяч лет прошло с тех пор, как миньярский корабль отправился на поиски места, где жители погибшей планеты могли бы основать новую цивилизацию. Однако по прошествии стольких веков конечная цель путешествия оказалась совсем не такой, как мечталось.                                           |    |                                              |                   |                       |                        |                             |               | |     |
| 6 | 97 | «Временно́е вторжение» «The Invasion of Time» | 6 эпизодов        | Джеральд Блэйк        | Дэвид Эню              | 11.2 11.4 9.5 10.9 10.3 9.8 | 56 —          | 4 февраля 1978 года 11 февраля 1978 года 18 февраля 1978 года 25 февраля 1978 года 4 марта 1978 года 11 марта 1978 года | 4S  |
| После встречи с неизвестными инопланетянами, Доктор возвращается на Галлифрей вместе с Лилой и K-9. Он ведет себя очень странно и требует место президента Галлифрея. Доктор советует повелителям времени принять новых хозяев - варданцев, но оказывается, что захватить Галлифрей хотят сонтаранцы. |    |                                              |                   |                       |                        |                             |               | |     |

## Производство
Производство 15 сезона классических серий совпало с особо трудным для шоу периодом: проект покинул Филип Хинчлклифф, а с ним ушли и многие давние члены съёмочной группы. Ставший новым продюсером «Доктора Кто» Грэм Уильямс прокомментировал ситуацию следующим образом: «Я должен был найти что-то новое и это было наименьшей из моих проблем. Боб Холмс целую вечность писал Венг-Чанга…, все сценарии приходили слишком поздно…».
Роберт Холмс остался в качестве редактора сценариев лишь на первые три серии, в это время его преемник, Энтони Рид, готовился заменить его после ухода. Рид, опытный режиссёр и продюсер, сразу ухватился за шанс поработать над «Доктором Кто». После выхода серий «Ужас Скалы клыка», «Невидимый враг» и нескольких эпизодов серии «Создатели Солнца» Роберт Холмс окончательно покинул проект из-за творческого кризиса. В результате вся работа над оставшимися эпизодами третьей серии сезона и серии «Образ Фендала», а также над персонажем К-9, легла на плечи Рида.
Хотя Тому Бейкеру нравилось работать с Джоном Лисоном (который озвучивал К-9) на репетициях, он был недоволен. Холмс после вспоминал: «это было сделано, чтобы Том встрепенулся, это, как правило, улучшало его настроение». Сценарист согласился поработать над серией «Создатели Солнца», чтобы окончательно ввести К-9 в сюжет и сделать его постоянным персонажем.
Бейкер объяснял своё недовольство тем, что ему было трудно взаимодействовать с Луиз Джеймсон, играющей такого сильного персонажа как Лила. Напряжение между обоими актёрами достигло своего пика во время съёмок серии «Ужас Скалы клыка», но после их отношения постепенно наладились.
Рид нанял Боба Бейкера и Дэйва Мартина в качестве сценаристов серии «Подземный мир». Сразу же после этого поступили сведения о том, что сериалу резко сократили бюджет, в результате чего производственной команде пришлось прилагать значительные усилия, чтобы серия вышла вовремя. «Временное вторжение» получилось ещё более сумбурным, чем его предшественник, так как финал серии постоянно переписывался, а во время съёмок произошёл конфликт между рабочими, которые занимались декорациями, и рабочими-электриками.

## Показ
15 сезон классических серий «Доктора Кто» транслировался на канале BBC One с 3 сентября 1977 года по 11 марта 1978 года.

## DVD-релизы
| Серия | Количество и продолжительность эпизодов | Регион 2            | Регион 4             | Регион 1             |
| --- | --------------------------------------- | ------------------- | -------------------- | -------------------- |
| Ужас Скалы клыка | 4 × 25 м.                               | 17 января 2005 года | 7 апреля 2005 года   | 6 сентября 2005 года |
| Невидимый враг Во всех регионах в рамках сборника K9 Tales вместе с единственной серией спин-оффа «К-9 и компания»       | 4 × 25 м.                               | 16 июня 2008 года   | 4 сентября 2008 года | 2 сентября 2008 года |
| Образ Фендала | 4 × 25 м.                               | 20 апреля 2009 года | 4 июня 2009 года     | 1 сентября 2009 года |
| Создатели Солнца | 4 × 25 м.                               | 1 августа 2011 года | 1 сентября 2011 года | 9 августа 2011 года  |
| Подземный мир В Регионах 2 и 4 в рамках сборника Myths and Legends В Регионе 1 выходил только в виде отдельного издания  | 4 × 25 м.                               | 29 марта 201 года   | 3 июня 2010 года     | 6 июля 2010 года     |
| Временное вторжение В Регионах 2 и 4 в рамках сборника Bred for War В Регионе 1 выходил только в виде отдельного издания | 6 × 25 м.                               | 5 мая 2008 года     | 3 июля 2008 года     | 11 октября 2011 года |

## Книги
| Серия                 | Адаптация                          | Автор        | Впервые опубликована |
| --------------------- | ---------------------------------- | ------------ | -------------------- |
| «Ужас Скалы клыка»    | «Доктор Кто и Ужас Скалы клыка»    | Терренс Дикс | 1978                 |
| «Невидимый враг»      | «Доктор Кто и Невидимый враг»      | Терренс Дикс | 1979                 |
| «Образ Фендала»       | «Доктор Кто и Образ Фендала»       | Терренс Дикс | 1979                 |
| «Создатели Солнца»    | «Доктор Кто и Солнцеделы»          | Терренс Дикс | 1982                 |
| «Подземный мир»       | «Доктор Кто и Подземный мир»       | Терренс Дикс | 1980                 |
| «Временное вторжение» | «Доктор Кто и Временное вторжение» | Терренс Дикс | 1980                 |

### Комментарии
1. ↑  Псевдоним Грэма Уильямса и Энтони Рида